# Gerardo Antonazzo
Gerardo Antonazzo (Supersano, 20 maggio 1956) è un vescovo cattolico italiano, dal 23 ottobre 2014 vescovo di Sora-Cassino-Aquino-Pontecorvo.

## Biografia
Nasce a Supersano, in provincia di Lecce e diocesi di Ugento-Santa Maria di Leuca, il 20 maggio 1956.

### Formazione e ministero sacerdotale
Dopo le scuole medie frequentate presso il seminario vescovile Francesco Bruni di Ugento, prosegue gli studi ginnasiali presso il seminario diocesano di Lecce e quelli liceali presso il seminario arcivescovile di Taranto. Nel 1975 è inviato dal vescovo Michele Mincuzzi a completare gli studi filosofici e teologici presso il Pontificio Seminario Romano Maggiore, del quale sarà educatore dal 1981 al 1987.
Il 12 settembre 1981 è ordinato presbitero per la diocesi di Ugento-Santa Maria di Leuca dall'arcivescovo Mario Miglietta.
Si laurea in Teologia alla Pontificia Università Gregoriana; successivamente consegue la specializzazione in Scienze bibliche presso il Pontificio Istituto Biblico.
Numerosi sono gli incarichi che riceve dai pastori della sua diocesi di origine:
- rettore del seminario diocesano e delegato per la pastorale familiare;
- membro del Consiglio presbiterale e del Consiglio pastorale, nonché del Collegio dei consultori;
- direttore e professore di Sacra scrittura della scuola teologica diocesana, per operatori pastorali;
- vicario episcopale per il clero, la vita consacrata e la pastorale;
- delegato per la pastorale giovanile;
- parroco a Corsano e poi a Presicce;
- assistente ecclesiastico dell'AGESCI e delle Équipes Notre-Dame;
- cappellano di Sua Santità dal 16 giugno 2007;
- vicario generale dal 6 gennaio 2010;
- amministratore diocesano dal 1º aprile al 15 dicembre 2010[2];
- rettore e parroco, dal 29 giugno 2011, della basilica Santa Maria de Finibus Terrae, con immissione canonica il 1º gennaio 2012[3].

### Ministero episcopale
Il 22 gennaio 2013 papa Benedetto XVI lo nomina vescovo di Sora-Aquino-Pontecorvo; succede a Filippo Iannone, precedentemente nominato vicegerente della diocesi di Roma. L'8 aprile successivo riceve l'ordinazione episcopale, sul piazzale della basilica di Santa Maria de Finibus Terrae a Santa Maria di Leuca, dall'arcivescovo Dominique Mamberti, co-consacranti il vescovo Vito Angiuli e l'arcivescovo Adriano Bernardini. Il 21 aprile prende possesso della diocesi.
Il 23 ottobre 2014 annuncia ai sacerdoti, ai religiosi e alle religiose, agli operatori pastorali e ai fedeli laici della diocesi che papa Francesco, applicando all'abbazia territoriale di Montecassino il motu proprio Catholica Ecclesia del 23 ottobre 1976, ha aggregato alla diocesi di Sora-Aquino-Pontecorvo le parrocchie finora appartenute all'abbazia territoriale e ha disposto che la diocesi muti il proprio titolo in quello di Sora-Cassino-Aquino-Pontecorvo.
Il 25 gennaio 2016 viene nominato membro della Commissione Episcopale per l'ecumenismo e il dialogo.

## Genealogia episcopale
La genealogia episcopale è:
- Cardinale Scipione Rebiba
- Cardinale Giulio Antonio Santori
- Cardinale Girolamo Bernerio, O.P.
- Arcivescovo Galeazzo Sanvitale
- Cardinale Ludovico Ludovisi
- Cardinale Luigi Caetani
- Cardinale Ulderico Carpegna
- Cardinale Paluzzo Paluzzi Altieri degli Albertoni
- Papa Benedetto XIII
- Papa Benedetto XIV
- Papa Clemente XIII
- Cardinale Marcantonio Colonna
- Cardinale Giacinto Sigismondo Gerdil, B.
- Cardinale Giulio Maria della Somaglia
- Cardinale Carlo Odescalchi, S.I.
- Vescovo Eugène de Mazenod, O.M.I.
- Cardinale Joseph Hippolyte Guibert, O.M.I.
- Cardinale François-Marie-Benjamin Richard
- Cardinale Pietro Gasparri
- Cardinale Clemente Micara
- Cardinale Antonio Samorè
- Cardinale Angelo Sodano
- Cardinale Dominique Mamberti
- Vescovo Gerardo Antonazzo